# Blossom (빅마마의 음반)
《Blossom》은 2007년 발매된 빅마마의 4번째 앨범이다.

## 트랙리스트
1. 천국 (Feat. MC 몽)
2. 배반
3. 세상의 약속들
4. 안부
5. Over The Rainbow (이지영 솔로)
6. 내 눈을 보아도 (박민혜 솔로)
7. Fla Fla Fla
8. 끝이라는 말
9. 나쁜 소식 (신연아 솔로)
10. 사랑해서… (이영현 솔로)
11. 소리 질러
12. Fla Fla Fla (가재발 Mix)
13. Break Away (Accoustic Ver.)
14. 배반 (Inst.)
15. 안부 (Inst.)
16. 천국 (Inst.)